# Provinz Tungurahua

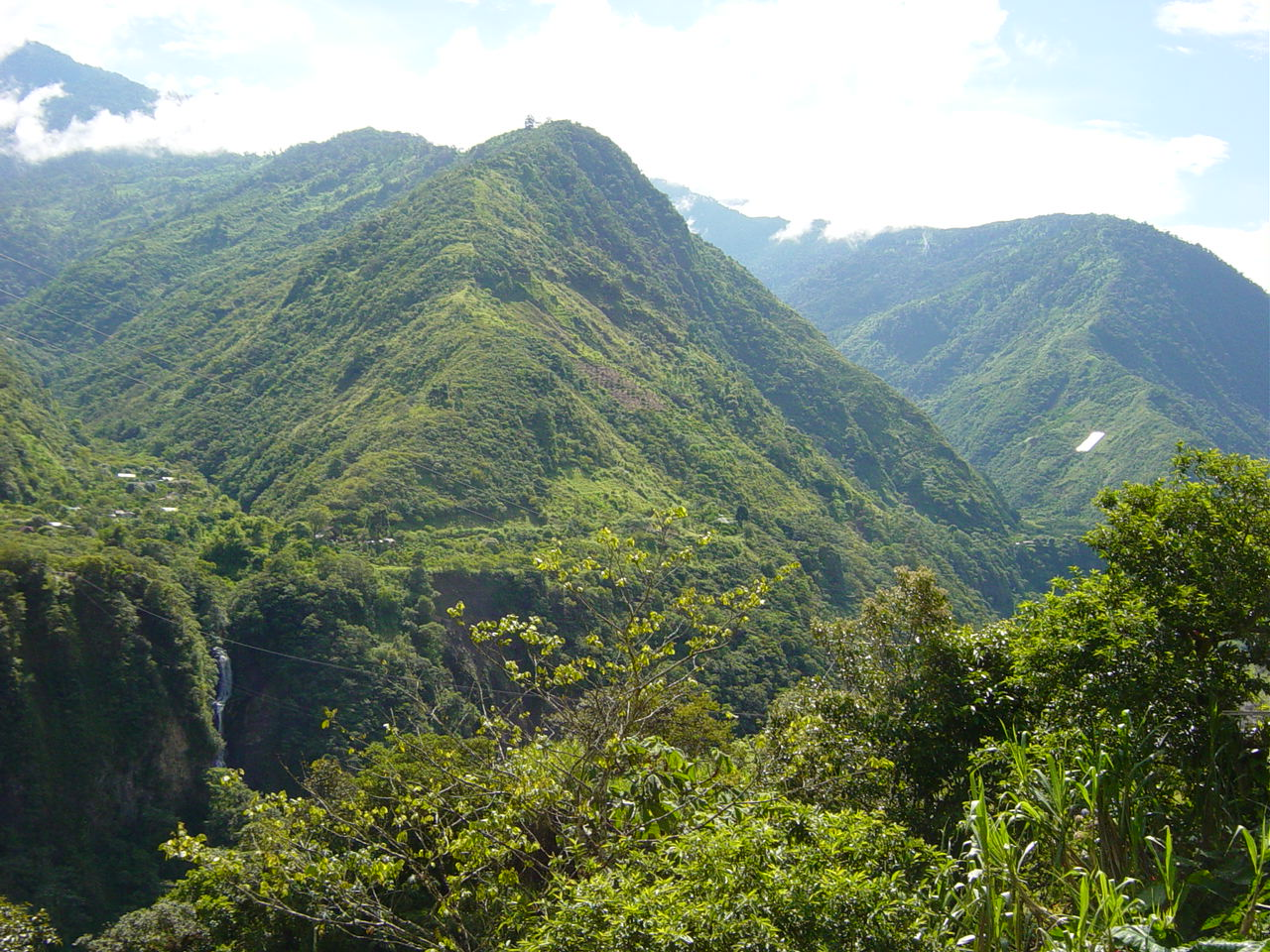
Landschaft in der Nähe von Baños

Die Provinz Tungurahua [tuŋɡuˈɾawa] (span. Provincia de Tungurahua) ist eine nach dem gleichnamigen Vulkan benannte Provinz im zentralen Andenhochland von Ecuador. Auf etwa 3400 km² leben hier rund 560.000 Menschen. Provinzhauptstadt ist Ambato. Eine weitere, besonders für den Tourismus wichtige Stadt ist Baños. Neben dem Tungurahua liegt mit dem Carihuairazo noch ein weiterer Fünftausender in Tungurahua. Von Norden nach Süden durchquert die Panamericana die Provinz.

## Geographie
Tungurahua liegt ziemlich genau in der Mitte Ecuadors. Im Nordwesten grenzt Tungurahua an die Provinz Cotopaxi, im Nordosten an
Napo und im Osten an Pastaza. Im Südosten grenzt Tungurahua an Morona Santiago, im Süden an die Provinz Chimborazo und im Westen an Bolívar. Im äußeren Osten der Provinz befindet sich der Übergang zwischen Anden und Amazonasbecken. Mit seiner Fläche von knapp 3000 km² ist Tungurahua die kleinste der ecuadorianischen Provinzen.

## Geschichte
Durch das Gesetz über die territoriale Aufteilung (span. Ley de División Territorial) Großkolumbiens vom 25. Juni 1824 wurde der Kanton Ambato als Untereinheit der Provinz Chimborazo des Departamento de Quito gegründet. Im Jahr 1860 richtete die provisorische Regierung von Quito unter Gabriel García Moreno die Provinz Ambato ein, die 1861 in Provinz Tungurahua umbenannt wurde.
Entwicklung der Einwohnerzahl der Provinz Tungurahua bei landesweiten Volkszählungen zum jeweiligen Gebietsstand:
| Jahr                    | Einwohner | +/-    |
| ----------------------- | --------- | ------ |
| 1950                    | 187.942   | –      |
| 1962                    | 178.709   | −4,9 % |
| 1974                    | 279.920   | 56,6 % |
| 1982                    | 326.777   | 16,7 % |
| 1990                    | 361.980   | 10,8 % |
| 2001                    | 441.034   | 21,8 % |
| 2010                    | 504.583   | 14,4 % |
| 2022                    | 563.532   | 11,7 % |
| Datenherkunft: Wikidata |           |        |

## Kantone

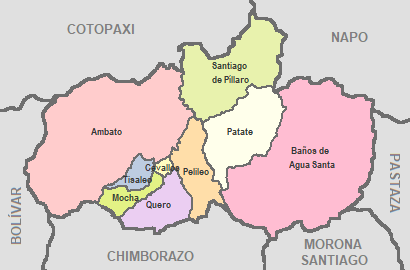
Kantone

Die Provinz ist derzeit in neun Kantone unterteilt. Diese sind (in Reihenfolge ihrer Einrichtung):
| Name                 | Hauptort | Einwohner 2022 | Einwohner 2010 | Fläche [km²] | Bev.-Dichte [Ew./km²] | Gründung |
| -------------------- | -------- | -------------- | -------------- | ------------ | --------------------- | -------- |
| Ambato               | Ambato   | 370.664        | 329.856        | 1.022        | 363                   | 1824     |
| Santiago de Píllaro  | Píllaro  | 42.497         | 38.357         | 470          | 90                    | 1851     |
| San Pedro de Pelileo | Pelileo  | 63.897         | 56.573         | 200          | 320                   | 1860     |
| Baños de Agua Santa  | Baños    | 21.908         | 20.018         | 1.068        | 21                    | 1944     |
| Quero                | Quero    | 19.084         | 19.205         | 169          | 113                   | 1972     |
| Patate               | Patate   | 13.879         | 13.497         | 293          | 47                    | 1973     |
| Cevallos             | Cevallos | 10.433         | 8.163          | 19           | 556                   | 1986     |
| Mocha                | Mocha    | 7.260          | 6.777          | 85           | 85                    | 1986     |
| Tisaleo              | Tisaleo  | 13.910         | 12.137         | 60           | 233                   | 1987     |